# نمایان شدن لباس زیر

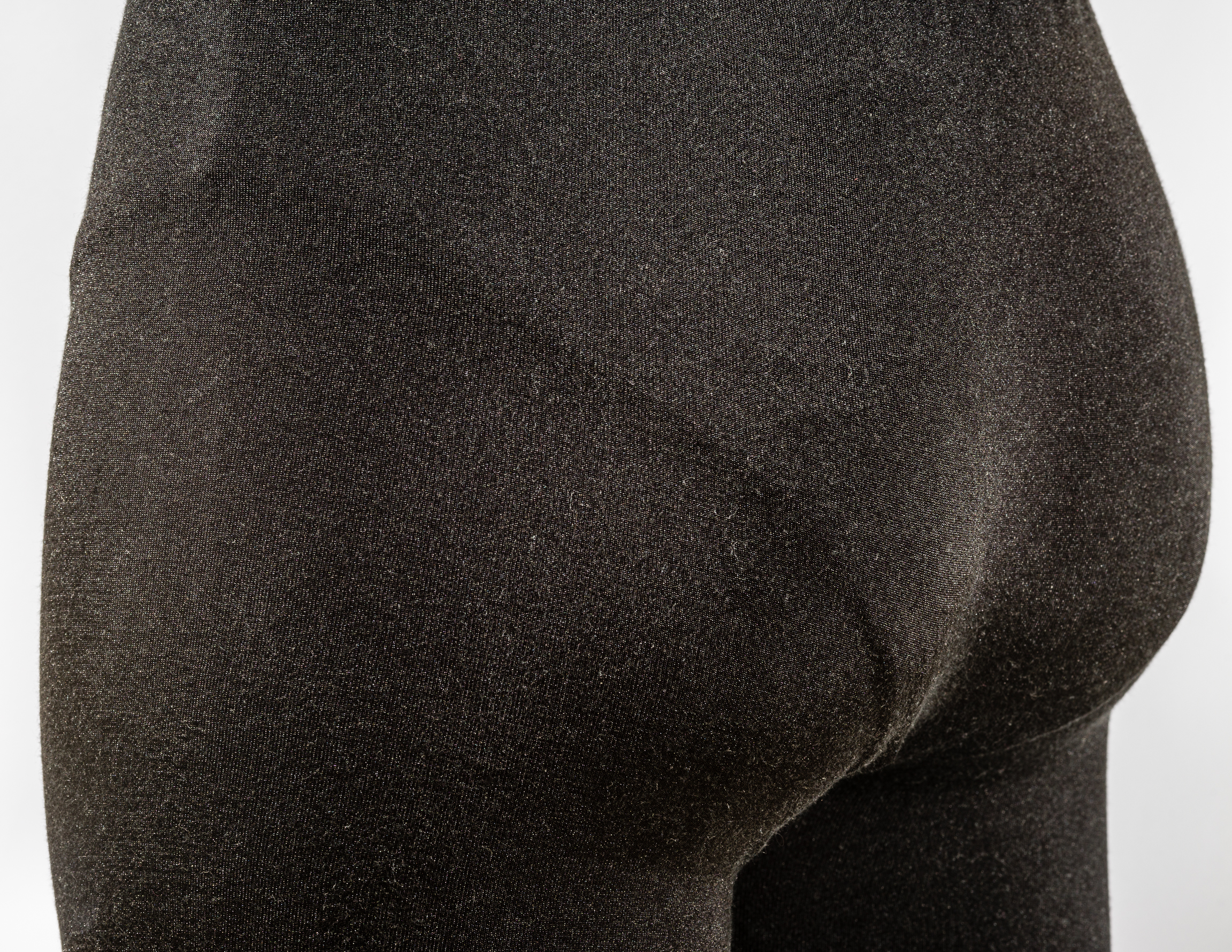
یک زن که برآمدگی و خط زیرپوش از روی شلوار قابل مشاهده است

نمایان شدن لباس زیر یا خطِّ زیرپوش (به‌انگلیسی:Panty Line؛ کوتاه‌شده VPL) وضعیتی است که طرح کلی زیرپوش فرد از روی پوشاکش، دیدنی و نمایان شده باشد. زیرین‌پوشیده‌ها ممکن است به‌طور برآمدگی یا تورفتگی دیده شود یا نتیجهٔ پوشش چسبنده با شفاف باشد.